# اچ‌ام‌اس آر۳
اچ‌ام‌اس آر۳ (به انگلیسی: HMS R3) یک زیردریایی بود که طول آن ۱۶۳ فوت (۵۰ متر) بود. این زیردریایی در سال ۱۹۱۸ ساخته شد.